# Philipp Kisel

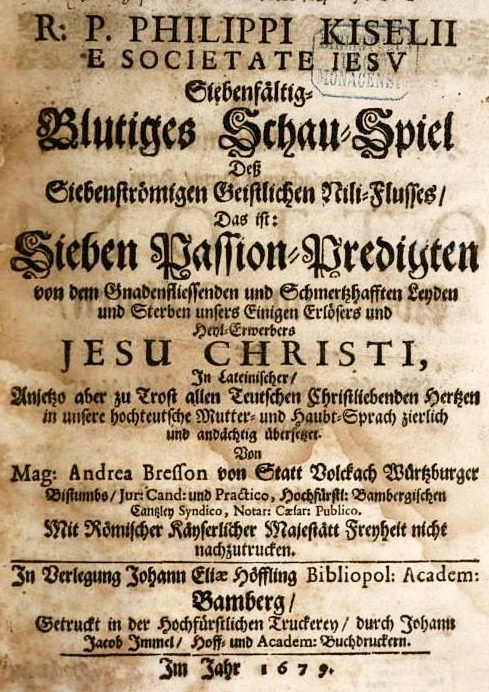
Philipp Kisel, Passionspredigten, Bamberg 1679

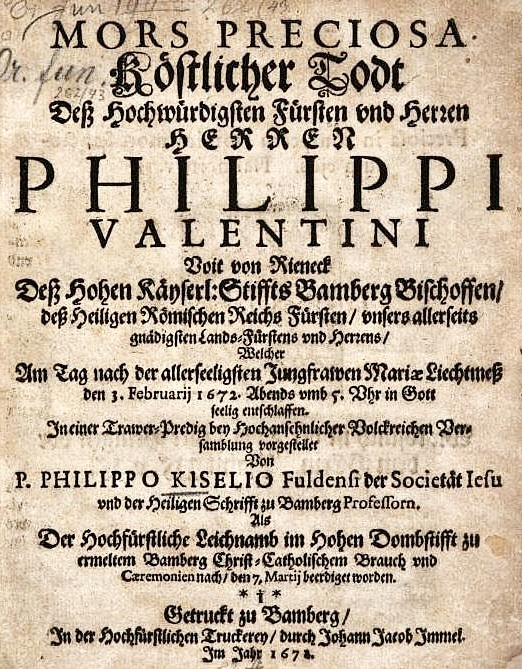
Philipp Kisel, Leichenpredigt für Fürstbischof Philipp Valentin Voit von Rieneck, Bamberg, 1672

Philipp Kisel, auch Philipp Kiselius (* 15. März 1609  in Fulda; † 28. August 1681 in Aschaffenburg) war ein deutscher Jesuit, Prediger und geistlicher Autor. 

## Leben und Wirken
Sein Geburtsjahr variiert in den diversen Publikationen zwischen 1609 und 1610; meist wird Fulda als Geburtsort angegeben, zuweilen aber auch die Region Buchen, das Umland von Fulda. In seinen Publikationen erscheint er öfter mit dem Beinamen „von Fulda“. 
Er trat 1627 dem Jesuitenorden bei und studierte Philosophie in Frankreich sowie Theologie in Spanien. 
Nach seiner Rückkehr wurde Philipp Kisel in seiner Ordensprovinz Lehrer der Rede-Dichtkunst und der Philosophie. Der Mainzer Erzbischof bestellte ihn zum Domprediger. Später übte er dieses Amt auch in den Kathedralen von Speyer, Worms, Würzburg und schließlich Bamberg aus. Hier lehrte er überdies als Professor der Theologie an der „Academia Bambergensis“. Kisel besaß das besondere Vertrauen des Fürstbischofs Philipp Valentin Voit von Rieneck, der ihn auf dem Sterbebett bat, Kaiser Leopold I. seiner aufrichtigen Verbundenheit zu versichern. Dem Bischof hielt er 1672 auch die Leichenpredigt, welche im Druck erschien.
1674 amtierte Philipp Kisel als Rektor des Jesuitenkollegs Worms. Er galt zu seiner Zeit als einer der bekanntesten katholischen Kanzelredner Deutschlands und seine Predigten erschienen in mehreren Bänden; u. a. stammt von ihm die erste nachmittelalterliche, im Druck erschienene deutsche Herz-Jesu-Predigt (Mainz, 1666). Auch die älteste Lebensbeschreibung des seligen Liborius Wagner (um 1661) geht auf ihn zurück.
Kissel verstarb 1681 im Jesuitenkolleg Aschaffenburg.